# 朱家仁
朱家仁 （英語：Chu Chia-Jen, 1900年—1985年7月11日）字君一，中华民国航空工程师，中华民国空军少将。

## 生平
1900年，出生于湖南汉寿。其父朱熙毕业于日本陆军士官学校，辛亥革命后曾任江苏陆军第二师师长兼苏常镇守使、署理江宁镇守使。1920年，朱家仁毕业于东吴大学附属高中并前往美国留学。1926年，毕业于麻省理工学院航空工程系，之后先后在美国芝加哥休斯飞机公司和底特律以及堪萨斯的飞机制造厂工作。1928年，返回中国在上海虹桥机场附属飞机制造厂担任上尉技士，后升为少校技正，并参与建造了1929年试飞成功的“成功第一号”教练机（由饶国璋主持仿制）。1930年，朱家仁在陈调元的资助下开始尝试自研飞机。1937年，朱家仁成功制造出双翼双座教练机“苏州”号，随后被调往河南洛阳担任国民革命军空军第三飞机修理厂厂长。1938年5月，朱家仁前往湖北担任国民革命军空军第六飞机修理厂厂长，指导该工厂疏散至四川宜宾和凉山，并在10月全面撤出汉口，于次年4月在四川完成迁建。1939年7月，朱家仁转任国民政府航空委员会机械处处长。1941年，朱家仁赶赴作为大后方的云南昆明，出任国民革命军空军第一飞机制造厂厂长，主持研制研驅-0戰鬥機。该型战斗机为单座单翼，原型机于1943年在陕西杨陵成功首飞，但随着美国加入第二次世界大战，美制战斗机的大批引进使得中国继续国产化战斗机的需求进一步降低，因此该型战斗机最终未能量产服役。1944年，朱家仁开始研制蜂鳥直升機。1945年，中国首架直升机“蜂鸟”甲型单座直升机研制成功，朱家仁因此被誉为“中国直升机之父”，不过该型直升机的旋翼叶片强度不足。1947年，“蜂鸟”乙型直升机试飞成功，之后朱家仁前往台湾台中，主持中华民国空军第三飞机制造厂厂务。1952年，朱家仁又研製出绰号为“飞行香蕉”的CJC-3直升機。1956年3月9日，CJC-3的升级版CJC-3A试飞成功，然而因为研究期限逼近，中华民国国防部终止了经费拨放，研制工作被迫停止。同年，朱家仁升任中华民国空军技术局飞机制造总厂厂长，并被授予中华民国空军少将军衔。1962年底，朱家仁退役。1965年，朱家仁自费前往美国考察航空工业，回到台中后开始研发安全气囊。1980年，朱家仁迁居美国，并于1985年7月11日逝世。